# Croce Rossa Italiana
La Croce Rossa Italiana (in acronimo CRI dal 2016 ufficialmente Associazione della Croce Rossa Italiana) è un'organizzazione di volontariato (già associazione di promozione sociale in precedenza), componente del Movimento Internazionale della Croce Rossa e della Mezzaluna Rossa e operante nel territorio italiano.
Nata nel XIX secolo, divenne ente pubblico col R.D. 7 febbraio 1884, n. 1243; con il d.lgs 28 settembre 2012, n. 178, è stata infine trasformata in ente di diritto privato.

## Storia

### La creazione e l'elevazione a "ente morale"
La Croce Rossa Italiana venne fondata con il nome di "Comitato dell'Associazione Italiana per il soccorso ai feriti ed ai malati in guerra" a Milano il 15 giugno 1864 ad opera del Comitato Medico Milanese dell'Associazione Medica Italiana, due mesi prima della firma della Convenzione di Ginevra.
Poi venne definita ente morale ai sensi del R.D. 7 febbraio 1884, n. 1243. Il Comitato inizia subito la sua attività sotto la presidenza del dottor Cesare Castiglioni, il quale, due mesi dopo la costituzione del Comitato, viene chiamato a Ginevra, insieme ad altri delegati italiani, per esporre quanto fatto a Milano e cosa pensa di fare in avvenire in favore dei feriti e dei malati in guerra. Il 22 agosto 1864 viene sottoscritta, anche dall'Italia, la Convenzione di Ginevra. Il giorno 11 dicembre dello stesso anno si tiene, a Milano, un congresso in cui si approva il regolamento del Comitato di Milano come Comitato Centrale per il coordinamento delle attività dei costituendi nuovi comitati.
Il 20 giugno 1866 con lo scoppio della terza guerra d'indipendenza italiana i primi quattro gruppi di volontari partono alla volta di Custoza. Nel 1872 la C.R.I. viene trasferita a Roma, dove si costituisce il Comitato Centrale. Da allora la Croce Rossa Italiana è sempre presente e attiva nei conflitti che vedono impegnata l'Italia, sino alla seconda guerra mondiale. Da allora la C.R.I. ha operato su tutto il territorio nazionale, operando nelle emergenze quotidiane, nell'assistenza ai bisognosi ed anche nelle maxi-emergenze, come ad esempio durante il terremoto di Casamicciola del 1883.

### Il secondo dopoguerra e la trasformazione in ente pubblico
Con la Legge del 20 marzo 1975 n. 70 la C.R.I. viene classificata come "Ente di assistenza generica" e assoggettata alla disciplina degli enti pubblici parastatali.
Con il DPR 31 luglio 1980 n. 613 vengono stabiliti i criteri ai quali avrebbe dovuto ispirarsi lo statuto dell'Associazione, qualificandola, nello stesso tempo, ente di diritto pubblico.
Dal 1980 la C.R.I. è stata soggetta ad un lungo periodo di commissariamento, durante il quale le mansioni di competenza degli organi ordinari sono state svolte da diversi commissari straordinari di nomina governativa, terminato nel 1998, con la promulgazione di un nuovo statuto dell'ente, che prevedeva la possibilità di svolgere l'elezione degli organi di governo interni, e con l'elezione quale presidente nazionale di Mariapia Garavaglia. Nel novembre 2002 fu nuovamente commissariata dal governo Berlusconi II e venne nominato come commissario Maurizio Scelli.
Nel dicembre 2005 a seguito dell'emanazione di ulteriore nuovo Statuto, è stato eletto come Presidente Nazionale Massimo Barra, in carica fino al 30 ottobre 2008. In tale data, con Decreto del Presidente del Consiglio dei ministri Silvio Berlusconi, venne nominato commissario Francesco Rocca.

### La riforma del 2012 e la costituzione in ente privato
Con l'emanazione del d.lgs 28 settembre 2012 n. 178 - e della successiva ordinanza commissariale n. 552-12 del 23 novembre 2012 - la Croce Rossa italiana è stata trasformata in ente privato, venendo nel contempo posta in liquidazione assumendo la denominazione di Ente strumentale alla Croce Rossa italiana. Il d.lgs. 178/2012 ha inoltre stabilito che il commissario straordinario disponesse, con propria ordinanza, modifica allo statuto vigente riducendo il numero delle attuali componenti volontaristiche non ausiliarie delle forze armate italiane. Francesco Rocca ha successivamente assunto la nomina di Presidente Nazionale il 27 gennaio 2013, in seguito alle elezioni svolte nell'Assemblea nazionale dell'organizzazione.
Il 22 giugno 2013, in occasione della fiaccolata svoltasi a Solferino, l'Assemblea Nazionale della Croce Rossa Italiana, composta da tutti i presidenti locali, provinciali e regionali e dal presidente nazionale e dai due vicepresidenti nazionali, ha approvato il nuovo statuto dell'ente.
Nel 2016 viene completata la transizione in associazione, e nel 2020 Rocca è confermato alla guida per un altro quadriennio.
Con l'emanazione del "codice del terzo settore" di cui al d.lgs 3 luglio 2017, n. 117 la CRI in virtù della sua capillarità territoriale, riveste altresì la qualifica di "Rete associativa nazionale" a norma dell'art. 41 del predetto codice.

## Stato giuridico e personale
È un'associazione con personalità giuridica riconosciuta, il d.lgs. 178/2012 ha stabilito che la componente civile confluisca nella "Associazione della Croce Rossa italiana", qualificando quest'ultima come persona giuridica di diritto privato di interesse pubblico ed ausiliaria dei pubblici poteri nel settore umanitario, ponendola sotto l'Alto Patronato del Presidente della Repubblica.
Dal 2016 la Croce Rossa Italiana ha cambiato personalità giuridica diventando un'associazione di promozione sociale di diritto privato, status nuovamente modificato con il D.Lgs. 117/2017 (Codice del Terzo Settore) che la trasforma in Organizzazione di Volontariato (OdV)

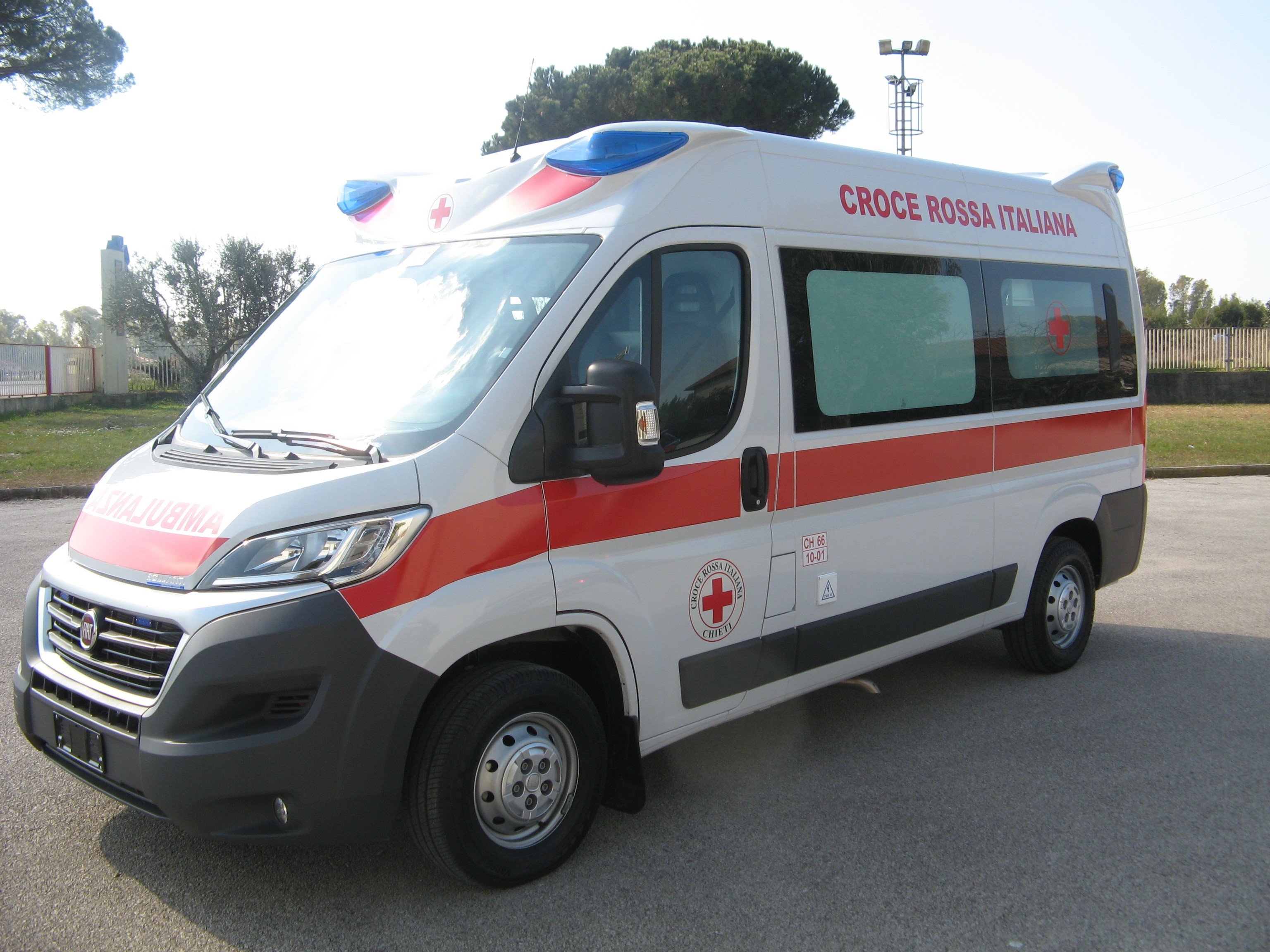
Un'ambulanza in servizio nel 2015 utilizzata dalla CRI.

Il personale può essere dipendente o volontario; nel primo caso è assunto dall'ente previa candidatura dopo aver superato apposita selezione, nel secondo caso,  dopo aver frequentato un corso di formazione base durante il quale si apprendono la storia della Croce Rossa, elementi di Diritto Internazionale Umanitario e di primo soccorso, i volontari possono frequentare il corso di formazione per il Trasporto Sanitario e Soccorso in Ambulanza (corso TSSA) ed il corso per l'uso del defibrillatore semiautomatico esterno (DAE) per personale sanitario su paziente adulto e pediatrico; questi corsi, unitamente alla certificazione regionale, consentirà loro dopo un periodo di tirocinio a bordo delle ambulanze di svolgere attività quali il 118 in convenzione con il sistema sanitario locale. Può prestare inoltre servizio di emergenza tutto il personale della Croce Rossa che abbia svolto tali corsi e sia in possesso della certificazione regionale.

## Organizzazione
La struttura organizzativa delineata dallo statuto del 2005 consisteva in una struttura piramidale comprendente un comitato centrale (con sede a Roma, in via Toscana), i comitati regionali, i comitati provinciali ed i comitati locali. Fanno parte di detta struttura anche i Centri di Mobilitazione che raggruppano anche più regioni e svolgono il compito di comando delle componenti militari.
Con il nuovo statuto del 2016, la struttura comprende un Comitato Nazionale, i Comitati Regionali e delle province autonome di Trento e Bolzano e i Comitati (a livello locale).

### Il Comitato Nazionale
Il Comitato Nazionale è composto da:
- l'Assemblea nazionale
- il Consiglio Direttivo nazionale
- il Presidente nazionale
- il Segretario Generale
- la Consulta Nazionale

I suoi compiti sono:
- il coordinamento delle attività dell'Associazione a livello nazionale e internazionale
- l'amministrazione del patrimonio
- la vigilanza sui comitati regionali

### I Comitati Regionali
I comitati regionali sono composti da:
- l'Assemblea regionale
- il Consiglio Direttivo regionale
- il Presidente regionale

I Comitati Regionali hanno il compito di indirizzamento e vigilanza sulle attività dell'Associazione nel territorio della regione e il coordinamento dei Comitati territoriali.

### I Comitati territoriali
Sono composti da:
- l'Assemblea dei Soci
- il Consiglio Direttivo
- il Presidente

I Comitati hanno il compito di promozione e svolgimento delle attività dell'Associazione nel territorio di competenza. Essi possono essere composti da ulteriori distaccamenti sul territorio, chiamati "Unità Territoriali", subordinate ai Comitati di appartenenza.

## Le componenti
Attualmente i volontari della Croce Rossa Italiana sono organizzati in una componente civile e due ausiliarie delle forze armate. Infatti ai sensi dell'ordinanza del commissario straordinario n. 0567-12 del 3 dicembre 2012, con cui è stato approvato il regolamento dei volontari, è stata sancita la scomparsa definitiva delle diverse classificazioni delle componenti civili della Croce Rossa Italiana.
Per cui non esistono le precedenti categorizzazioni della componente civile (Volontari del Soccorso, Volontarie del Comitato nazionale femminile, Pionieri, Donatori di sangue): tali ex componenti vengono raggruppate nella categoria più generica dei "volontari CRI". Inoltre, il d.lgs. 178/2012 ha statuito altresì che i membri dei Corpi militari della Croce Rossa Italiana sono soci di diritto della nuova associazione, concorrendo a svolgere le sue stesse attività.
In Italia operano circa 150 000 volontari più 29 438 appartenenti alle componenti ausiliarie delle forze armate.
Non rientrano nelle componenti, ma sono fondamentali al funzionamento operativo della CRI, i lavoratori dipendenti, inquadrati sia come civili che come militari CRI in richiamo, i quali svolgono diverse funzioni sia amministrative che operative, in particolar modo nelle fasce orarie in cui è minore la disponibilità materiale del volontariato.

### Componenti ausiliarie delle forze armate
Le componenti ausiliarie delle forze armate italiane sono:
|  | Corpo militare della Croce Rossa Italiana (CM-CRI): svolge le proprie attività anche all'estero o in scenari operativi ad alto rischio e che - con il Decreto Legislativo 28 settembre 2012, n. 178 - diventa Corpo Militare Volontario, soggetto alla disciplina militare. |
|  | Corpo delle infermiere volontarie della Croce Rossa Italiana: le "crocerossine" (o "sorelle"), asse portante degli interventi sanitari più strutturati sia in Italia che all'Estero, si entra attraverso un corso di due anni riservato a donne dai 18 ai 55 anni.          |

### Ex componenti civili (ante riforma 2012)
Fino al 3 dicembre 2012 oltre alle due componenti ausiliarie alle FF. AA. ve ne erano quattro di carattere civile: Volontari del soccorso, comitato femminile, donatori di sangue e pionieri. Già dal 1º settembre 2009 il percorso formativo per l'accesso ad una delle quattro componenti civili era stato unificato attraverso lo stesso corso di formazione. Tutti i giovani dai 14 ai 25 anni erano automaticamente iscritti alla componente dei Pionieri mentre oltre i 26 anni si sceglieva una delle restanti componenti civili.
- Volontari del soccorso: la componente più numerosa.
- Comitato nazionale femminile: la componente a caratteristica femminile dedicava grande attenzione al sociale, sostenendo economicamente i più bisognosi e ai programmi di autofinanziamento delle attività umanitarie dell'Associazione. Si poteva entrare a far parte del Comitato Femminile a partire dai 26 anni di età.
- Donatori di Sangue: la componente con lo scopo di divulgare l'educazione alla donazione e alla raccolta di sangue ed emoderivati. Vi si poteva accedere a partire dai 26 anni di età.
- Pionieri della Croce Rossa Italiana: composta dai soci che si avvicinavano al movimento da giovani (si era parte dagli 8 ai 25 anni, ma era poi possibile rimanere anche oltre) dedicandosi in prevalenza all'educazione alla solidarietà dei loro stessi coetanei, all'educazione alla salute, in particolare verso i più giovani ed a supporto di tutti i collettivi vulnerabili della società. Inoltre i pionieri miravano a diventare i leader del domani attraverso percorsi formativi specializzati (a seconda del settore di interesse del giovane), gestiti dalla Scuola Nazionale di Formazione Pionieri della Croce Rossa.

## Attività

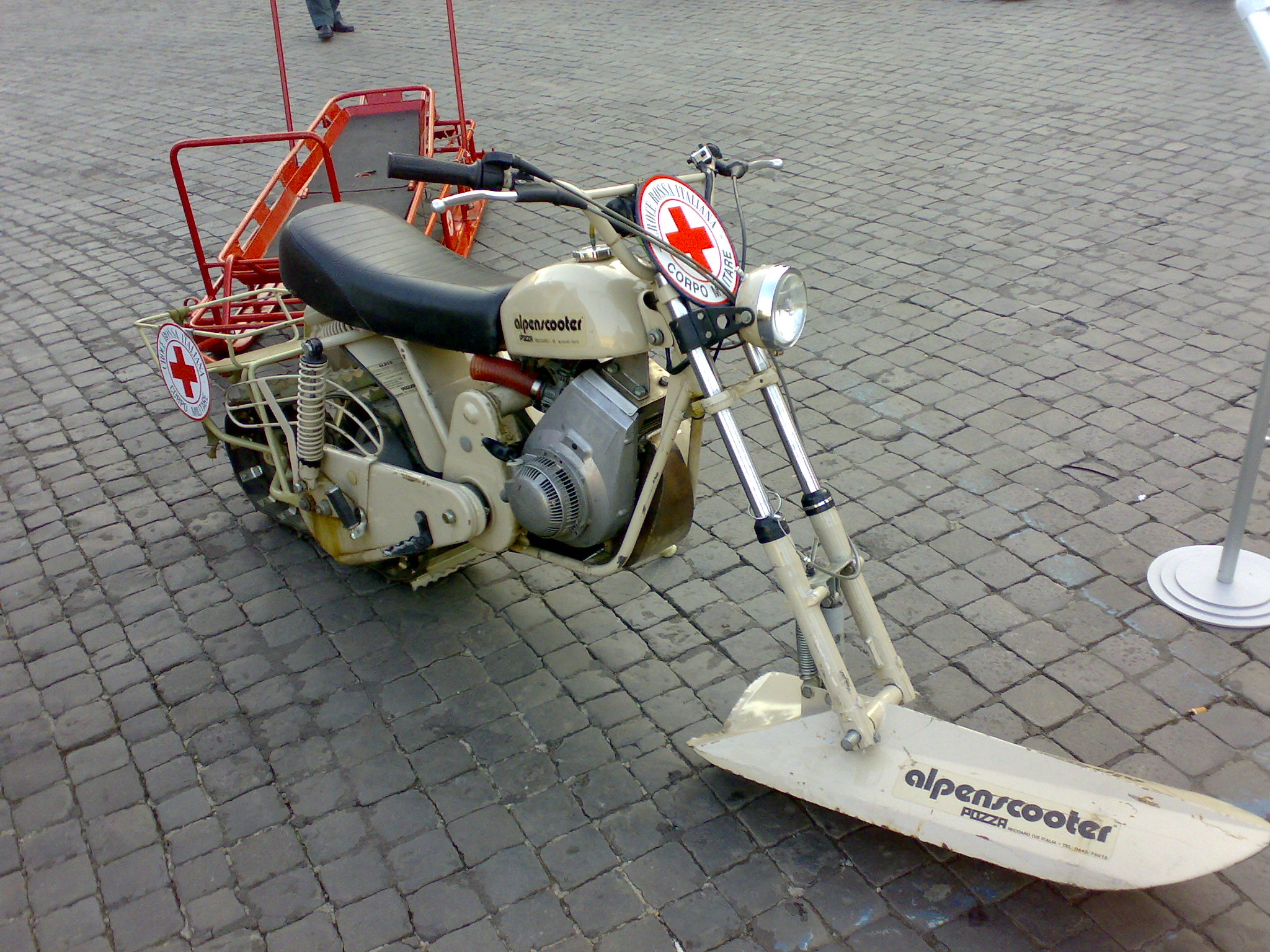
Motoveicolo leggero da neve "Pozza Alpenscooter" della Croce Rossa Italiana

In virtù delle convenzioni internazionali ed in forza delle leggi nazionali dispone tra le sue componenti, per l'assolvimento dei compiti di emergenza del tempo di pace e di guerra, di un corpo militare ausiliario delle forze armate italiane, ovvero il Corpo militare volontario della Croce Rossa Italiana. Quest'ultimo è composto da un contingente di personale in servizio e da personale in congedo, arruolato su base volontaria e altamente specializzato (medici, psicologi, chimici-farmacisti, commissari, contabili, cappellani, infermieri, autisti, soccorritori, logisti) che viene richiamato periodicamente per addestramento.
I volontari della Croce Rossa Italiana, secondo le proprie inclinazioni, possono svolgere tutte le attività istituzionali dell'Associazione, nel rispetto dello Statuto della C.R.I. ed in linea con gli obiettivi strategici dell'Associazione e con la strategia della Federazione Internazionale delle Società di Croce Rossa e Mezzaluna Rossa.
I principali ambiti di attività corrispondono agli obiettivi strategici della Croce Rossa Italiana:
- Organizzazione: adempiere al mandato umanitario della Croce Rossa Italiana rafforzando le capacità organizzative
- Volontari: Responsabilizzare e coinvolgere in modo attivo nei processi decisionali a tutti i livelli i volontari ed il personale
- Principi e Valori: Promuovere e diffondere i principi fondamentali della Croce Rossa e della Mezzaluna Rossa, i valori umanitari e il diritto internazionale umanitario
- Salute: Tutelare e promuovere l'educazione universale alla salute e alla sicurezza delle persone
- Inclusione sociale: Promuovere una cultura dell'inclusione sociale per un'integrazione attiva delle persone in situazione di vulnerabilità
- Emergenze: Rispondere alle situazioni di crisi e di emergenza, aumenta la resilienza delle comunità, puntando sulla prevenzione e la preparazione in caso di calamità
- Cooperazione: Cooperare attivamente con il Movimento e le sue componenti, aumentando la presenza all'estero con progetti e azioni di intervento

In particolare, secondo statuto, svolge attività sia in tempo di pace che in tempo di guerra:
- partecipa, in conformità alle Convenzioni di Ginevra, allo sgombero ed alla cura dei malati e dei feriti, allo sgombero delle vittime, allo svolgimento delle attività sanitarie connesse alla difesa civile
- disimpegna la ricerca e l'assistenza dei prigionieri di guerra, degli internati, dei dispersi, dei profughi, dei deportati e dei rifugiati;
- promuove e diffonde l'educazione sanitaria e la cultura di protezione civile
- organizza e svolge attività di assistenza socio-sanitaria a popolazioni nazionali e straniere durante calamità ed emergenze
- svolge i compiti di struttura operativa nazionale di protezione civile, in ambito sanitario ed assistenziale, in caso di maxiemergenze
- organizza e svolge servizio di primo soccorso, servizio 118, trasporto infermi, nonché di servizi socio-assistenziali a livello nazionale, regionale, provinciale e locale
- promuove la donazione del sangue, organizzando le attività dei donatori volontari
- collabora con le forze armate italiane per organizzare il servizio di assistenza sanitaria
- promuove ai giovani e ai giovanissimi le attività, i principi, le finalità della Croce Rossa
- promuove e diffonde i principi umanitari propri della Croce Rossa Internazionale e del diritto internazionale umanitario (DIU)
- è membro del Rome Consensus per la lotta alla tossicodipendenza.

Inoltre, è incaricata a provvedere al ritiro dei beni fuori uso della pubblica amministrazione italiana (carta da macero, carta d’archivio, materiale ferroso, apparecchiature, computer, arredi, automezzi, legname, lastre radiografiche d’archivio) ma anche di quelli posseduti da privati.

## Emergenze
Per rispondere alle emergenze la CRI si compone di un'area dedicata denominata "Area Operazioni, Emergenze e Soccorsi" questa si suddivide in diverse squadre e competenze che permettono di rispondere con efficacia e sussidiarietà durante le situazioni di crisi.
Il coordinamento è basato su sale operative strettamente interconnesse, queste vedono le SOL (Sale Operative Locali) coordinate da i comitati territoriali che rispondo e collaborano strettamente con le SOR (Sale Operative Regionali) che a loro volta comunicano e collaborano con la SON (Sala Operativa nazionale), in base alle gestioni regionali talvolta si possono trovare delle SOP (Sale Operative Provinciali) le quali fanno da tramite tra le sale territoriali e quelle regionali.
Il coordinamento ad ogni livello si avvale di figure tecniche selezionate tra i volontari o dipendenti opportunamente formati, queste sono il DTLOES (Delegato Tecnico Locale Operazioni, Emergenze e Soccorsi) ed il responsabile della SOL, questi facendo capo al presidente del comitato hanno mandato di organizzare le risorse della CRI nel rispetto della strategia 2030 nell'ambito delle emergenze.
L'area OES raggruppa le competenze in squadre che rispettano degli standard volontari, tra queste troviamo:
- SMTS (operatori specializzati per il Soccorso con Mezzi e Tecniche Speciali);
- OPSA (Operatori Polivalenti Salvataggio in Acqua);
- CBRN (operatori specializzati per supportare i VVF in scenari Chimici, Biologici, Radiologici e Nucleari);
- TLC (operatori specializzati nella gestione, installazione e manutenzione di apparati di TeLeComunicazioni);
- SAPR (operatori specializzati nella conduzione di Sistemi Aeromobili a Pilotaggio Remoto);
- operatori specializzati nel Soccorso su Piste da Sci e Territori Innevati;
- squadre cinofile specializzate nella conduzione per Dimostrazioni, Pet Terapy e SAR;
- RSP (Reparto di Sanità Pubblica)

Tutte questa squadre sono formate da volontari, pertanto non è assicurata la presenza di ognuna di queste squadre su ogni territorio, qui subentra la sussidiarietà di Croce Rossa la quale prevede che in situazione di bisogno si possa attingere, previa disponibilità, a risorse non direttamente presenti sul territorio ma pronte e preparate per supportare le operazioni.

## L'emblema e i colori

Dimensioni dell'emblema

L'emblema della Croce Rossa Italiana (art. 7 dello Statuto) è una croce rossa di tipo greco, con quattro bracci uguali, su fondo bianco. La scelta di questo emblema (che caratterizza il Movimento Internazionale, insieme alla Mezzaluna Rossa) è stata ispirata dalla bandiera della Svizzera (infatti ne è l'inversione dei colori), in onore della nazione che ospita il Comitato Internazionale retto da soli cittadini svizzeri a simbolo della neutralità dell'organizzazione.
Sono principalmente due gli elementi che compongono il logotipo della Croce Rossa Italiana:
- la croce rossa all'interno dei due cerchi con il testo
- la scritta "Croce Rossa Italiana", nella lingua del paese in cui il logotipo è utilizzato

Questi due elementi non possono essere separati. Il logotipo di Croce Rossa Italiana è quindi da utilizzare come nell'esempio riportato in alto a destra di questa pagina. Il testo "Croce Rossa Italiana", inalterabile, è posto sempre sotto il logo senza il testo.
L'emblema è composto da una croce di colore rosso formata da cinque quadrati, avvolta esternamente da due cerchi concentrici di colore rosso, tra i quali è riportata la scritta “Convenzione di Ginevra 22 agosto 1864”. Tale scritta è ottenuta utilizzando i caratteri maiuscoli del tipo di carattere Times New Roman regolare. Nella parte inferiore, a completamento della scritta è riportata una stella a cinque punte piena di colore rosso. Il testo del logotipo della Croce Rossa Italiana è adattabile alle lingue ufficiali del paese in cui viene usato, sostituendo il testo ma rispettando i medesimi criteri grafici stabiliti per la versione italiana. Il testo "Croce Rossa Italiana" è scritto con un tipo di carattere Arial grassetto. Il tipo di carattere è parte integrante del logo e non può essere alterato. Il testo è impostato su una sola riga ed è scritto con la prima lettera di ogni parola in maiuscolo.
Il logo è composto dal colore rosso e dal colore bianco.
I dati sottostanti riportano i diversi metodi di colore che è possibile utilizzare, per ottenere la stessa tonalità di colore su diversi mezzi di comunicazione sia su stampa che in video.
I medesimi colori, sono disponibili anche all'interno delle tabelle dei colori Pantone, codice Pantone n° P. 485.
Nella versione in bianco e nero, il logo è nero al 60%, mentre la scritta “Croce Rossa Italiana” è nero al 100%.

## I principi fondamentali
I principi fondamentali del Movimento Internazionale di Croce Rossa e Mezzaluna Rossa (e quindi anche della Croce Rossa Italiana, come dispone l'art. 1 dello statuto) sono:
- Umanità: «Nata dall'intento di portare soccorso senza discriminazioni ai feriti sui campi di battaglia, la Croce rossa, in campo internazionale e nazionale, si adopera per prevenire e lenire in ogni circostanza le sofferenze degli uomini, per far rispettare la persona umana e proteggerne la vita e la salute; favorisce la comprensione reciproca, l'amicizia, la cooperazione e la pace duratura fra tutti i popoli»
- Imparzialità: «La Croce Rossa non fa alcuna distinzione di nazionalità, di razza, di religione, di condizione sociale e appartenenza politica. Si adopera solamente per soccorrere gli individui secondo le loro sofferenze dando la precedenza agli interventi più urgenti»
- Neutralità: «Al fine di conservare la fiducia di tutti, si astiene dal prendere parte alle ostilità e, in ogni tempo, alle controversie di ordine politico, razziale, religioso e filosofico»
- Indipendenza: «Il Movimento è indipendente. Le Società nazionali, pur se ausiliarie nelle loro attività umanitarie ai loro Governi e sottomesse alle leggi che reggono i loro rispettivi paesi, devono sempre conservare la loro autonomia, in modo da poter agire in ogni momento secondo i principi del Movimento»
- Volontarietà: «La Croce Rossa è un'istituzione di soccorso volontaria e disinteressata»
- Unità:«In uno stesso Paese può esistere una ed una sola Società di Croce Rossa. Deve essere aperta a tutti ed estendere la sua azione umanitaria a tutto il territorio»
- Universalità: «La Croce Rossa è un'istituzione universale in seno alla quale tutte le società hanno uguali diritti ed il dovere di aiutarsi reciprocamente».

## Cronologia dei vertici CRI
Presidenti / commissari straordinari:
- Cesare Castiglioni, presidente del Comitato Milanese avente funzioni di Comitato Centrale (1863 - 1875)
- Enrico Guicciardi, presidente generale (21 marzo 1875 - 6 novembre 1884)
- Raffaele Cadorna, presidente generale (6 novembre 1884 - 22 ottobre 1886)
- Gian Luca Cavazzi della Somaglia, presidente generale (23 ottobre 1886 - 6 marzo 1896)
- Rinaldo Taverna, presidente generale (9 aprile 1896 - 6 maggio 1913)
- Gian Giacomo Cavazzi della Somaglia, presidente generale (11 maggio 1913 - 18 luglio 1918)
- Giuseppe Frascara, presidente generale (2 maggio 1918 - 4 agosto 1919)
- Giovanni Ciraolo, presidente generale (5 agosto 1919 - 23 luglio 1925)
- Carlo Centurione Scotto, presidente generale (1 agosto 1925 - 1 febbraio 1927)
- Giacomo Acerbo, presidente generale (10 febbraio 1927 - 25 aprile 1927)
- Francesco Piomarta, commissario regio (26 aprile 1927 - 20 agosto 1928)
- Filippo Cremonesi, presidente generale (20 agosto 1928 - 1 maggio 1940)
- Giuseppe Mormino, presidente generale (1 maggio 1940 - 25 luglio 1943)
- Carlo Boriani, presidente generale (1 agosto 1943 - 1 ottobre 1943)
- Alberto Varano, presidente generale (1 ottobre 1943 - 4 giugno 1944) e poi fino al 3 agosto 1944 presso il Comitato Centrale ad Aprica
- Michele Jungano, regio commissario del Regno del Sud a Brindisi, (giugno-agosto 1944)
- Umberto Zanotti Bianco, presidente generale (3 agosto 1944 - 12 luglio 1949)
- Mario Longhena, (12 luglio 1949 - 12 agosto 1957)
- Guido Ferri, presidente generale (12 agosto 1957 - 25 giugno 1964)
- Guido Potenza, commissario straordinario (7 luglio 1964 - 30 marzo 1965)
- Guido Potenza, presidente generale (31 marzo 1965 - 15 gennaio 1970)
- Pietro Quaroni, presidente generale (16 gennaio 1970 - 2 febbraio 1971)
- Adalberto Galante, commissario straordinario (3 febbraio 1971 - 15 dicembre 1972)
- Lorenzo Loré, presidente generale (16 dicembre 1972 - 11 settembre 1974)
- Carlo Alberto Masini, presidente generale (17 aprile 1975 - 15 febbraio 1977)
- Angelo Savini Nicci, presidente generale (15 febbraio 1977 - 24 maggio 1981)
- Giovanni Jula, commissario straordinario (25 maggio 1981 - 17 febbraio 1982)
- Ugo Taverniti, commissario straordinario (18 febbraio 1982 - 7 luglio 1987)
- Vittorio Carra, commissario straordinario (8 luglio 1987 - 29 marzo 1989)
- Luigi Giannico, commissario straordinario (27 aprile 1989 - 23 maggio 1995)
- Mariapia Garavaglia, commissario straordinario (24 maggio 1995 - 4 aprile 1998)
- Mariapia Garavaglia, presidente generale (5 aprile 1998 - 28 ottobre 2002)
- Staffan de Mistura, commissario straordinario (29 ottobre 2002 - 4 dicembre 2002)
- Maurizio Scelli, commissario straordinario (5 dicembre 2002 - 10 dicembre 2005)
- Massimo Barra, presidente nazionale (28 dicembre 2005 - 30 ottobre 2008)
- Francesco Rocca, commissario straordinario (31 ottobre 2008 - 27 gennaio 2013)
- Francesco Rocca, presidente nazionale (28 gennaio 2013 - 19 dicembre 2022)
- Rosario Valastro, vice presidente reggente (20 dicembre 2022 - 10 gennaio 2023)
- Rosario Valastro, Presidente Nazionale f.f. (11 gennaio 2023 - 16 aprile 2023)

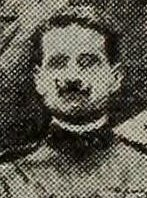
Cesare Baduel, 1920

- Rosario Valastro, Presidente Nazionale (16 aprile 2023 - in carica)

Segretari / direttori generali:

## Denominazione in altre lingue

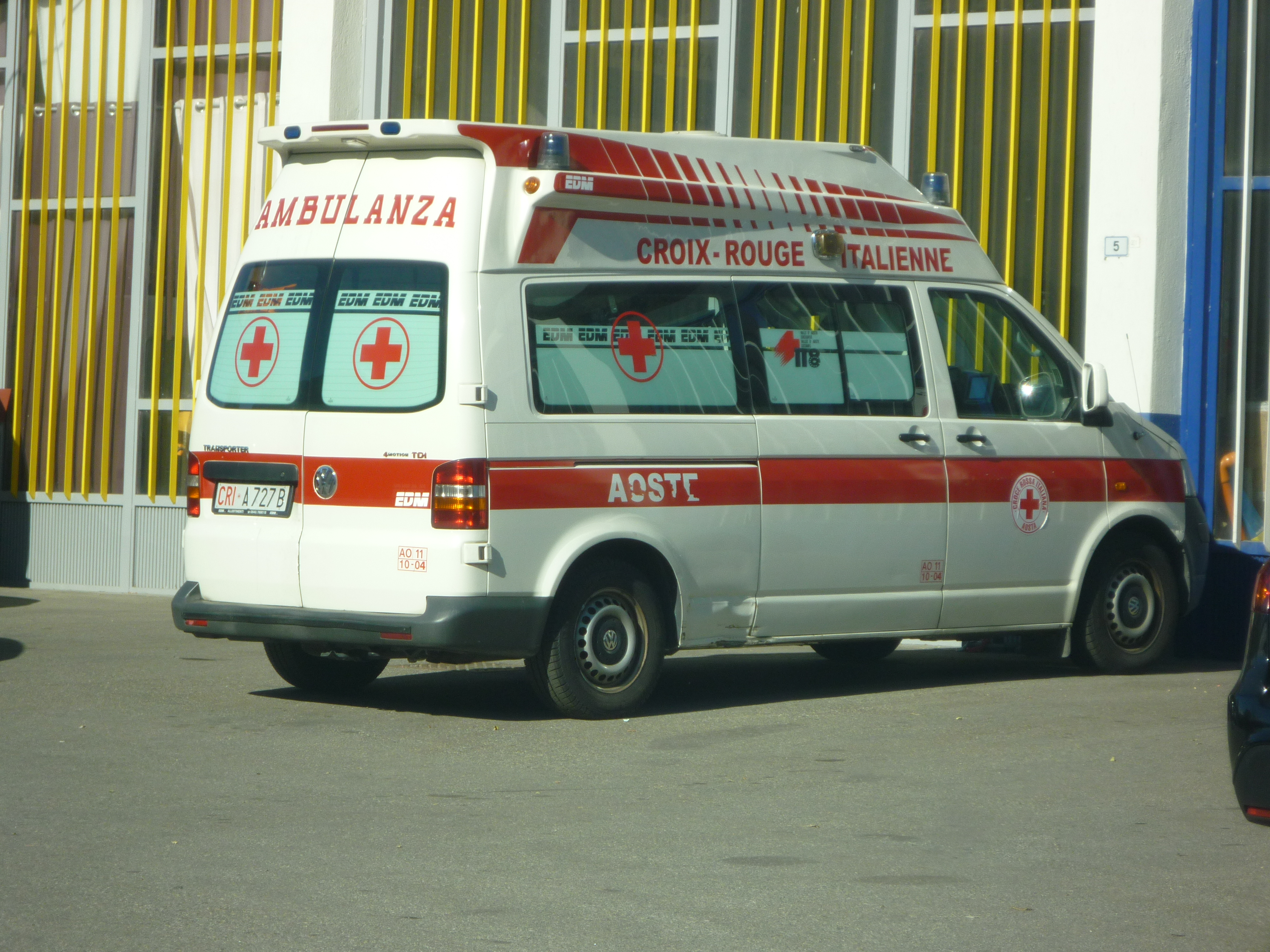
Ambulanza con scritte bilingue italiano/francese ad Aosta.

- Croce Rossa Italiana (abbreviato CRI), denominazione italiana, riportata sulle uniformi, sui mezzi e sul materiale divulgativo;
- Associazione Italiana della Croce Rossa, denominazione ufficiale utilizzata nello Statuto;
- Italienisches Rotes Kreuz (abbreviato IRK), in tedesco, denominazione utilizzata nella Provincia autonoma di Bolzano - Alto Adige, oltre a quella in italiano;
- Croix-Rouge italienne (abbreviato CRI), in francese, denominazione utilizzata nella Regione Autonoma Valle d'Aosta, oltre a quella in italiano;
- Italijanski rdeči križ (abbreviato I.R.K.), in sloveno, per i comuni delle provincie di Trieste, Gorizia e Udine il cui statuto prevede il bilinguismo italiano/sloveno, oltre a quella in italiano;
- Italian Red Cross (abbreviato IRC), in inglese, utilizzata internazionalmente e presso la Federazione.

## Onorificenze assegnate

### Storiche

#### Medaglia al merito della Croce Rossa Italiana (1913 - 30 novembre 1917)
Servizi in zona di guerra
 d'oro
 d'argento
 di bronzo
  croce al merito
Servizi territoriali
 medaglia d'oro
 medaglia d'argento
 medaglia di bronzo
 croce al merito

#### Croce al merito della Croce Rossa Italiana
dal 30 novembre 1917 al 1958:
 d'oro con palma (servizi in zona di guerra)
 d'oro (servizi territoriali)
 d'argento con palma (servizi in zona di guerra)
 d'argento (servizi territoriali)
 di bronzo con palma (servizi in zona di guerra)
 di bronzo (servizi territoriali)
(notificazione della Croce Rossa Italiana del 30 novembre 1917, n. 365).
Medaglia al merito della Croce Rossa Italiana (1913 - ?)
 d'oro per servizio di guerra
 d'oro
 d'argento
 di bronzo
 diploma

#### Medaglie per anzianità di servizio della Croce Rossa Italiana (1914 -?)
d'oro per ufficiali (25 anni di servizio, per i Corpi militari)
 d'argento per sottufficiali e truppa (25 anni di servizio, per i Corpi militari)
 d'argento (25 anni di servizio, per civili)

#### Altre medaglie
Medaglia per le Dame della Croce Rossa Italiana (1888 - 1908)
 Medaglia per le Infermiere Volontarie della Croce Rossa Italiana (1908)
 Medaglia per le Infermiere Volontarie di grado superiore della Croce Rossa Italiana (1908)
 Grande / piccola medaglia di benemerenza della Croce Rossa Italiana  (1897)
Classi d'oro con diploma d'onore, d'argento speciale con diploma d'onore, d'argento, di bronzo.
 Medaglia di benemerenza della Croce Rossa Italiana per i soccorsi dopo il terremoto calabro-siculo (1908)
(delibera del comitato centrale della Croce Rossa Italiana del 21 aprile 1909).
 Grande / piccola medaglia di propaganda della Croce Rossa Italiana (1916)
Classi d'oro, d'argento, di bronzo.
 Medaglia di benemerenza per i prigionieri di guerra della Croce Rossa Italiana (1919)
Classi d'oro, d'argento, di bronzo.

### Attuali
Onorificenze conferite a partire dal secondo dopoguerra:
Onorificenze al merito:

#### Gran croce al merito della Croce Rossa Italiana (1958  - attuale)
Gran croce al merito assegnata per servizi resi in tempo di guerra in zona di operazioni
 Gran croce al merito
Viene conferita, per specialissimo riguardo e importanza dell’azione e dell’opera svolta, ai Capi di Stato, ai regnanti, ai Principi di Case Reali, alle altissime cariche dello Stato, ai rappresentanti delle Società Nazionali di Croce Rossa e Mezzaluna Rossa.

#### Medaglia al merito della Croce Rossa Italiana (17 settembre 2000 - attuale)
d'oro assegnata per servizi resi in tempo di guerra in zona di operazioni
 d'oro
 d'argento assegnata per servizi resi in tempo di guerra in zona di operazioni
 d'argento
 di bronzo assegnata per servizi resi in tempo di guerra in zona di operazioni
 di bronzo
 Diploma al merito assegnato per servizi resi in tempo di guerra in zona di operazioni
 Diploma al merito
Conferita «in tempo di pace per particolari meriti o azioni personali, per l'impegno sociale e capacità organizzativa. Nei servizi di guerra per chi si sia particolarmente distinto o adoperato in favore dell'Associazione nelle operazioni di supporto alla pace ed umanitarie a sostegno delle popolazioni interessate da conflitti armati»
(delibera del comitato centrale della Croce Rossa Italiana del 17 settembre 2000, n. 134).
I Diplomi al merito non comportano l'assegnazione di una medaglia.

#### Diplomi di benemerenza della Croce Rossa Italiana (17 settembre 2000 - attuale)
Medaglia associata al diploma di benemerenza
Classi I, II, III.
 Diploma di benemerenza
Concessa al personale dell'Associazione per premiare «il costante e lodevole comportamento nell'adempimento dei propri doveri e/o per elevato rendimento in servizio, nel lavoro quotidiano, nell'assolvimento dei compiti, delle mansioni e degli obiettivi affidati, che abbia dimostrato non comune solerzia, impegno ed abbia improntato a particolare efficienza i comportamenti propri e dei collaboratori» e a terzi estranei che «in maniera diversa sovvengano al soddisfacimento delle sue necessità attraverso lo svolgimento di attività, servizi, prestazioni di collaborazione o lasciti donazioni oblazioni e sovvenzioni» oppure che «tramite la promozione dei suoi ideali abbiano contribuito ad accrescere o sviluppare determinati rami dell'attività dell'Associazione»
(Delibera del Comitato centrale della Croce Rossa Italiana del 17 settembre 2000, n. 134)

Le medaglie associate ai diplomi di benemerenza non sono insegne ordinarie e comportano la sola assegnazione del nastrino per uniforme identico per tutte le classi.
(Regolamento per il conferimento dei riconoscimenti della Croce Rossa Italiana approvato in data 21 dicembre 2016).

Medaglia di benemerenza "Il Tempo della Gentilezza" della Croce Rossa Italiana ( 27 marzo 2021 - attuale)
  Medaglia di Benemerenza "Il Tempo della Gentilezza" - classe di bronzo
«Conferita al personale, volontario e dipendente, della Croce Rossa Italiana che abbia prestato in Italia il proprio servizio, anche di coordinamento, durante l'emergenza legata all'epidemia da COVID-19»
«Conferita ai terzi estranei alla CRI (persone fisiche, giuridiche, associazioni, comitati spontanei) che abbiano sostenuto l'attività della Croce Rossa Italiana mediante donazioni e/o contributi a supporto delle azioni per il contenimento del virus e l'aiuto alla popolazione»
  Medaglia di Benemerenza "Il Tempo della Gentilezza" - classe di "Eccellenza"
«Conferita al personale, volontario e dipendente, della Croce Rossa Italiana che abbia prestato in Italia il proprio servizio, anche di coordinamento, durante l'emergenza legata all'epidemia da COVID-19 dimostrando particolare spirito di abnegazione, eccezionalità ed efficacia nei risultati conseguiti e che abbia apportato, con la propria attività, prestigio all'Associazione»
(Addendum Istituzione e criteri di conferimento della medaglia di benemerenza denominata "Il Tempo della Gentilezza" - Delibera del Consiglio Direttivo Nazionale n. 33 del 27 marzo 2021)
Croci e Medaglie per il personale:

#### Croci di anzianità ed eccellenza della Croce Rossa Italiana (? - attuale)
Croce di anzianità ed eccellenza di I classe per 50 anni di attività (personale mobilitabile)  Croce di anzianità ed eccellenza di I classe per 50 anni di attività (personale non mobilitabile)
 Croce di anzianità ed eccellenza di II classe per 35 anni di attività (personale mobilitabile)
 Croce di anzianità ed eccellenza di II classe per 35 anni di attività (personale non mobilitabile)
 Croce di anzianità di I classe per 25 anni di attività (personale mobilitabile)
 Croce di anzianità di I classe per 25 anni di attività (personale non mobilitabile)
 Croce di anzianità di II classe per 15 anni di attività (personale mobilitabile)
 Croce di anzianità di II classe per 15 anni di attività (personale non mobilitabile)

#### Medaglie per le Infermiere Volontarie della Croce Rossa Italiana
Medaglia per le Infermiere Volontarie  (1908 - attuale)
 Medaglia per le Infermiere Volontarie di grado superiore (1908 - attuale)

#### Medaglie e croci commemorative della Croce Rossa Italiana
Medaglia commemorativa per le operazioni in Albania (1999 - attuale)
Classe unica, di bronzo.
 Medaglia commemorativa per le operazioni di soccorso nell'alluvione del Piemonte (1994) (2 novembre 2005 - attuale)
Classe unica, di bronzo
(ordinanza commissariale della Croce Rossa Italiana del 2 novembre 2005, n. 1544).
 Croce commemorativa per la missione internazionale in Iraq (2003 - 2005) (7 dicembre 2005 - attuale)
Classe unica, di bronzo
(ordinanza commissariale della Croce Rossa Italiana del 7 dicembre 2005 n. 1579).
 Medaglia commemorativa per le operazioni di soccorso nel terremoto nelle provincie di Campobasso - Foggia (2002) (9 dicembre 2005 - attuale)
Classe unica, di bronzo
(ordinanza commissariale della Croce Rossa Italiana del 9 dicembre 2005, n. 1599).
Croce commemorativa per le operazioni di soccorso, di solidarietà, di assistenza e di emergenza a popolazioni colpite da eventi calamitosi (31 marzo 2007 - attuale)
 dal 4° conferimento
 3° conferimento
 2° conferimento
 1° conferimento
Classe unica, di bronzo.
Qualora la croce venisse conferita più volte si usa sempre una sola insegna caricata con più fasce in bronzo (centrate rispetto alla linea mediana del nastro e ponendo la fascia con l'operazione più recente sopra quella immediatamente precedente) riportanti il nome delle diverse operazioni per cui sono avvenuti i conferimenti. Dal quinto conferimento si porta un'unica fascia, in argento, identica per fattezze a quella in bronzo, ma recante al centro, in lettere capitarie romane, il numero di conferimento.
Fascette in bronzo autorizzate sul nastro della medaglia:
- "(numero)" (dal 5° conferimento, d'argento)
- SUD EST ASIATICO 2004
- SISMA ABRUZZO 2009
- SISMA HAITI 2010

(delibera del comitato centrale della Croce Rossa Italiana del 31 marzo 2007, n. 184).
Medaglia delle donazioni di sangue della Croce Rossa Italiana

40ª, 20ª, 10ª e 1ª donazione.

## Onorificenze ricevute
Alla Bandiera dell'Associazione Italiana della Croce Rossa:
 Medaglia d'oro al valor civile (1956) (alluvione nel Polesine, 1956)
  Medaglia d'oro al valor civile (1995) (alluvione Piemonte, Emilia-Romagna, 1995)
  Croce d'oro al merito della Guardia di Finanza (2011) (terremoto in Abruzzo, 2009)
 Medaglia d'oro al merito civile (1972) (alluvione di Firenze, 1966; terremoto nel Belice, 1968)
  Medaglia d'oro al merito civile (1986) (terremoto in Irpinia e Basilicata, 1980)
  Medaglia d'oro al merito civile (2004) (operazioni in Iraq, 2003-2004)
  Attestato e medaglia di bronzo dorata di eccellenza di I classe di pubblica benemerenza del Dipartimento della Protezione civile (terremoto in Abruzzo, 2009)
 Medaglia d'oro al merito della sanità pubblica (Emergenza Coronavirus 2020)
Medaglia dell'Ordine del Principe Danilo I del Montenegro (Casa Reale del Montenegro, visita di Nicola Petrović-Njegoš in Italia, 2017)
 Medaglia al merito dell'Ordine dell'Immacolata Concezione di Vila Viçosa (Casa Reale del Portogallo, visita di Duarte Pio di Braganza in Italia, 2018)
Alla Bandiera del Corpo delle Infermiere Volontarie della Croce Rossa Italiana:
  Medaglia d'argento al valore dell'Esercito (2001) (operazioni di pace, 1991-2001)
  Medaglia di bronzo al valore dell'Esercito (terremoto in Irpina e Basilicata, 1980-1981)
  Medaglia d'oro al merito civile (2008) (territorio nazionale ed estero, 1908-2008)
  Medaglia d'oro al merito della sanità pubblica (23 novembre 1978)
Alla Bandiera del Corpo militare volontario della Croce Rossa Italiana:
  Medaglia d'argento al valor militare (1912) (Guerra di Libia, 1911-1912)
  Medaglia d'argento al valor militare (1920) (Prima guerra mondiale, 1915-1918)
  Medaglia di bronzo al valor militare (1954) (Seconda guerra mondiale, 1940-1945)
  Medaglia d'oro al valor civile (1956) (alluvione nel Polesine, 1956)
  Medaglia di bronzo al valor civile (1939) (alluvione del Tevere, 1939)
  Medaglia d'oro al merito civile (1972) (alluvione di Firenze, 1966; terremoto nel Belice, 1968)
  Medaglia d'argento al merito civile (Guerra di Corea, 1951-1955)
  Medaglia d'argento al merito civile (1977) (terremoto nel Friuli, 1976)
  Medaglia di bronzo al merito civile (1964) (disastro del Vajont, 1963)
  Gran croce al merito della Croce Rossa Italiana per servizi di guerra, con palma (Guerra di Liberazione,  1943-1945)
   Medaglia d'oro al merito della Croce Rossa Italiana per servizi di guerra, con palma (1947) (Seconda guerra mondiale, 1940-1943)
  Medaglia d'oro al merito della sanità pubblica (1922) (Prima guerra mondiale, 1915-1918)
 Medaglia di benemerenza per il terremoto calabro-siculo (1908) [1910]
 Medaglia di benemerenza per il terremoto di Avezzano (1915) [1917]
 Medaglia di benemerenza per il terremoto in Armenia (1988) [1991]
 7 Encomi solenni al valor militare (6 nella Guerra di Libia, 1911-1912; 1 nella Guerra Italo-Etiopica, 1935-1936)

Alla Bandiera del Comitato Regionale della Liguria della Croce Rossa Italiana:
 Medaglia d'oro al merito civile  (2024) (crollo del Ponte Morandi 2018)